# Myczków
Myczków (ukr. Мичків) – wieś wczasowa w Polsce położona w województwie podkarpackim, w powiecie leskim, w gminie Solina.
Przez wieś przebiegają drogi wojewódzkie nr 894 i 895.

## Historia
Wieś prawa wołoskiego w latach 1551–1600, położona w ziemi sanockiej województwa ruskiego.
Myczków w XV w. istniał jako własność Kmitów.
Przypadła ona w XVI w synowi siostry wojewody, Katarzyny Kmicianki (zamężnej za Andrzejem Stadnickim, kasztelanem sanockim) – Mikołajowi Stadnickiemu, który otrzymał wtedy w spadku jeszcze Solinę. W połowie XIX wieku właścicielem posiadłości tabularnej w Myczkowcach był Tadeusz Urbański. Do 1939 we wsi znajdował się dwór, którego właścicielem był kpt. Czesław Wawrosz.
W II Rzeczypospolitej wieś w powiecie leskim województwa lwowskiego. Według Wołodymyra Kubijowycza miejscowość przed wojną zamieszkiwało 630 osób, w tym 430 Ukraińców (wliczając w to Rusinów), 60 Polaków, 130 ukraińskich rzymskich katolików oraz 10 Żydów. We wrześniu 1946 nacjonaliści ukraińscy z OUN-UPA napadli na wieś, paląc zbudowania dworskie i Dom Letniskowy oraz mordując 4 Polaków. W 1946 spalili większość gospodarstw po Ukraińcach przesiedlonych do ZSRR.
W latach 1954–1972 wieś należała i była siedzibą władz gromady Myczków. W latach 1975–1998 miejscowość administracyjnie należała do województwa krośnieńskiego.

## Geografia i położenie
Wieś położna jest na pograniczu gór Sanocko-Turczańskich oraz Bieszczadów, chociaż częściej zalicza się ją do tych drugich. 

## Zabytki i atrakcje
Kościoły
We wsi znajdują się dwa kościoły położone obok siebie przedzielone wspólną dzwonnicą parawanową. Pierwszy z budynków, funkcjonujący dawniej jako cerkiew greckokatolicka a obecnie kościół rzymskokatolicki, to kościół parafialny pw. Matki Boskiej Nieustającej Pomocy z 1899 wzniesiony z fundacji Jana Nepomucena Zatorskiego, właściciela tutejszego majątku.
Drugi kościół to obiekt wybudowany w 1901, również przez Jana Zatorskiego jako fundatora, przeznaczony od początku dla ludności rzymskokatolickiej. Kościół ten jest pw. Najświętszego Serca Pana Jezusa.
Muzeum

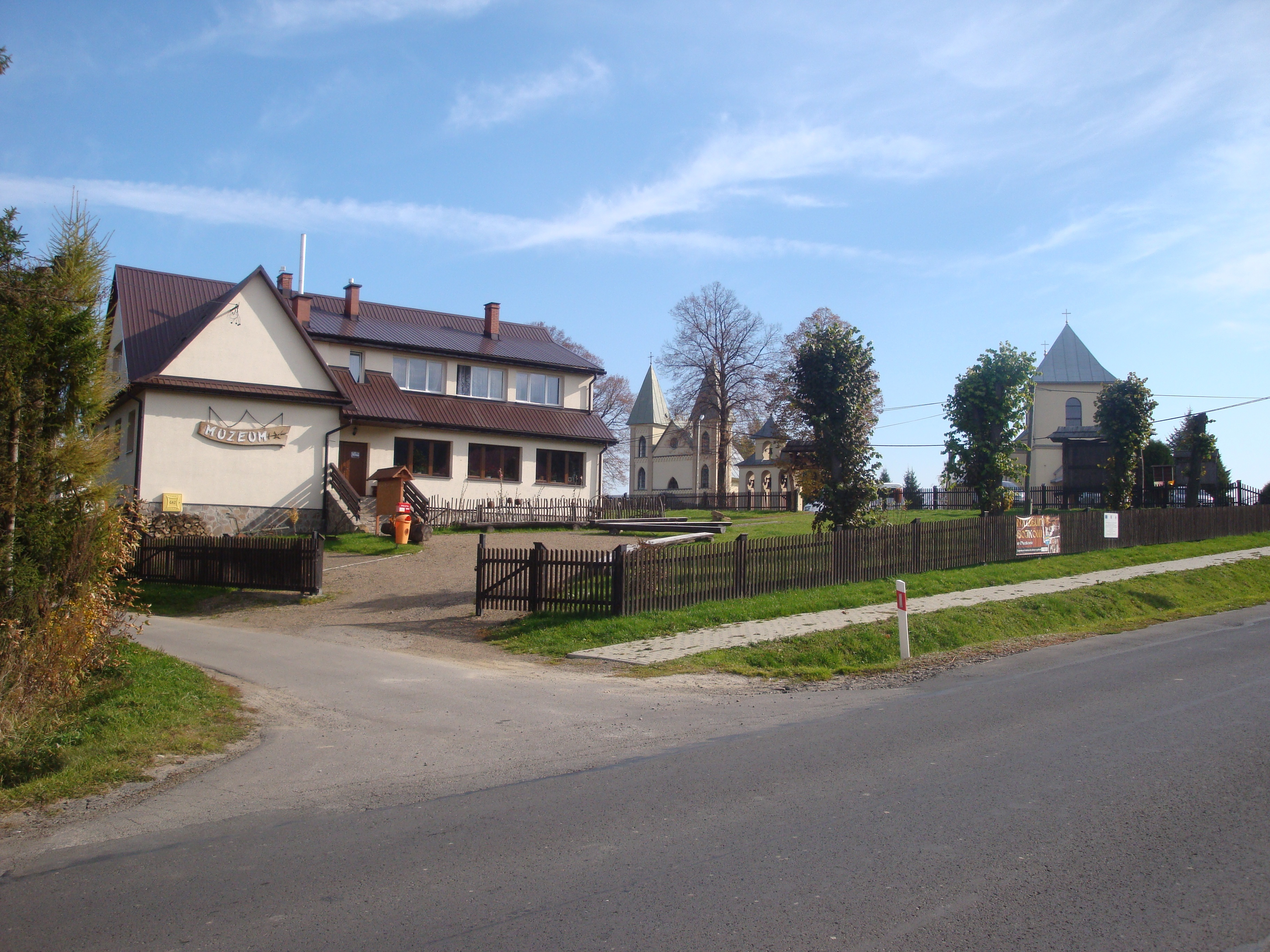
Muzeum ukazane od strony głównej drogi

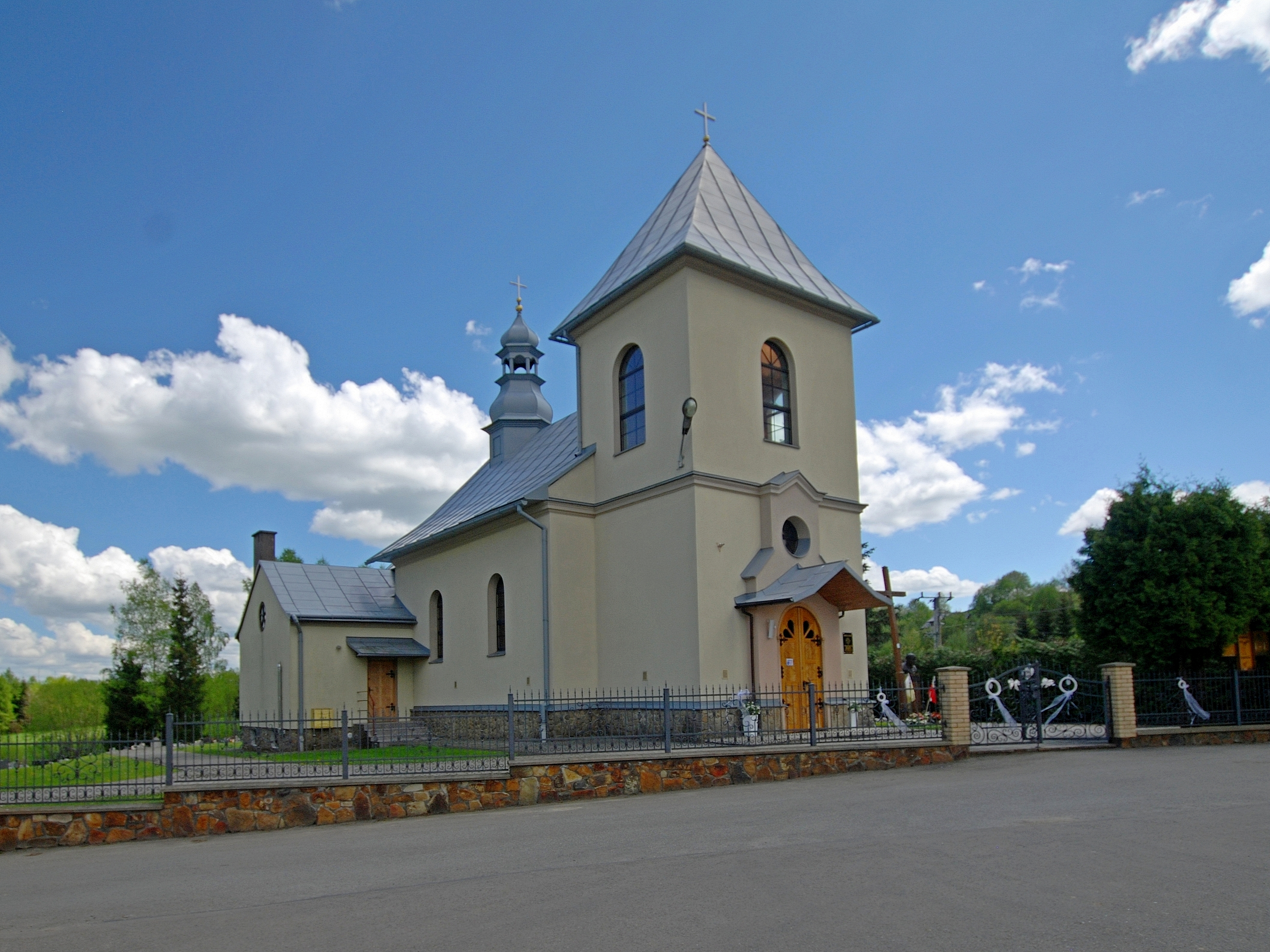
Kościół parafialny (dawna cerkiew)

W Myczkowie znajduje się Muzeum Kultury Bojków, w którym znajdują się zbiory materialne oraz duchowe dawnych mieszkańców tego regionu. Prezentują one bogate zróżnicowanie Bieszczadów pod względem kulturowym oraz starają się utrwalać wiedzę okolicznych mieszkańców, jak i turystów na temat Bojków, po których zostały tylko nieliczne ślady.
Tablica pamiątkowa
Na ścianie muzeum od strony parkingu, znajduje się tablica upamiętniająca organizatorów przerzutów granicznych na terenach Bieszczadów podczas II wojny światowej. Na tablicy znajdują się cztery osobistości, Czesław Wawrosz – właściciel Myczkowa, Wanda Wawrosz – właścicielka majątku, Fryderyk Sedlak – rządca majątku oraz Stanisław Matuszewski – przewodnik graniczny.

## Osoby związane z miejscowością
- Izydor Matuszewski – dwukrotny przeor klasztoru na Jasnej Górze oraz dwukrotny generał Zakonu Świętego Pawła Pierwszego Pustelnika.
- Czesław Wawrosz – właściciel wsi do 1940 roku.
- Mieczysław Jus – mieszkaniec wsi w latach 30. XX wieku, który wówczas należał do Związku Strzeleckiego w Lesku.